# Nancye Wynne

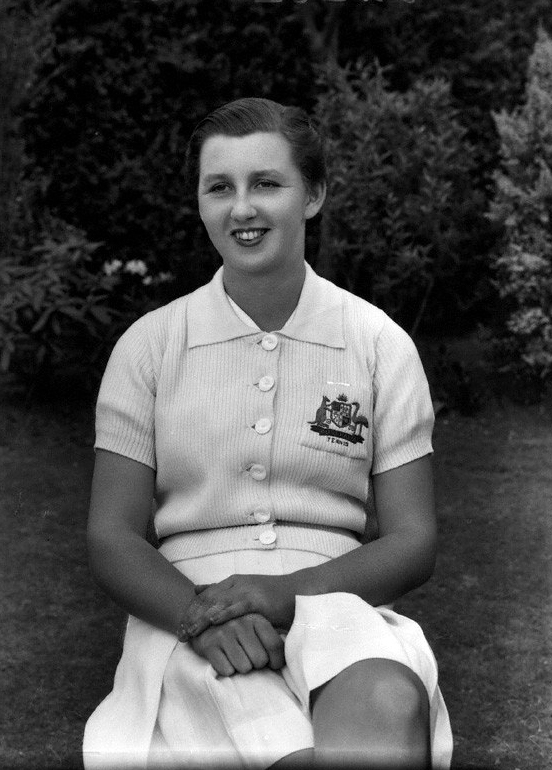
Nancye Wynne Bolton 1938

Nancye Hazel Meredith Wynne Bolton (* 10. Juni 1916 in Melbourne; † 9. November 2001 ebenda) war eine australische Tennisspielerin.

## Leben
Mit 19 Jahren erreichte Bolton 1936 erstmals das Endspiel der australischen Tennismeisterschaften, unterlag aber Joan Hartigan. Zwischen 1937 und 1951 gewann sie anschließend sechs Mal den Einzeltitel, ein Erfolg, den später nur Margaret Smith mit insgesamt elf Siegen in Melbourne überbieten konnte. Außerdem gewann Wynne dort zehn Doppel- und vier Mixed-Titel. In Wimbledon erreichte sie 1947 das Viertelfinale.
Am 6. Juli 1940 heiratete sie George Bolton in Melbourne.
Im Zweiten Weltkrieg fiel im Mai 1942 ihr Ehemann, Sergeant George Bolton, im Dienst der Royal Australian Air Force bei einem Luftangriff auf Köln, so dass sie ab diesem Zeitpunkt ihre damals vier Monate alte Tochter Pam alleine aufziehen musste.
1949 wurde sie in den Tennisranglisten des Daily Telegraph und der Daily Mail an Position 4 geführt; das American Lawn Tennis Magazine führte sie auf Rang 2.
Nach der Beendigung ihrer Tenniskarriere 1952 wechselte sie zum Golfsport, wo sie weitere Siege erringen konnte.
Im Jahr 2006 wurde sie in die International Tennis Hall of Fame aufgenommen. Sie starb 2001 im Alter von 85 Jahren in Melbourne.

## Titel

### Einzel
| Nr. | Jahr | Turnier                      | Finalgegnerin        | Ergebnis      |
| --- | ---- | ---------------------------- | -------------------- | ------------- |
| 1.  | 1937 | Australische Meisterschaften | Emily Hood Westacott | 6:3, 5:7, 6:4 |
| 2.  | 1940 | Australische Meisterschaften | Thelma Coyne Long    | 5:7, 6:4, 6:0 |
| 3.  | 1946 | Australische Meisterschaften | Joyce Fitch          | 6:4, 6:4      |
| 4.  | 1947 | Australische Meisterschaften | Nell Hall Hopman     | 6:3, 6:2      |
| 5.  | 1948 | Australische Meisterschaften | Marie Toomey         | 6:3, 6:1      |
| 6.  | 1951 | Australische Meisterschaften | Thelma Coyne Long    | 6:1, 7:5      |

### Doppel
| Nr. | Jahr | Turnier                      | Partnerin         | Finalgegnerinnen                      | Ergebnis |
| --- | ---- | ---------------------------- | ----------------- | ------------------------------------- | -------- |
| 1.  | 1936 | Australische Meisterschaften | Thelma Coyne Long | May Blick Katherine Le Mesurier       | 6:2, 6:4 |
| 2.  | 1937 | Australische Meisterschaften | Thelma Coyne Long | Nell Hall Hopman Emily Hood Westacott | 6:2, 6:2 |
| 3.  | 1938 | Australische Meisterschaften | Thelma Coyne Long | Dorothy Bundy Dorothy Workman         | 9:7, 6:4 |
| 4.  | 1939 | Australische Meisterschaften | Thelma Coyne Long | May Hardcastle Emily Hood Westacott   | 7:5, 6:4 |
| 5.  | 1940 | Australische Meisterschaften | Thelma Coyne Long | Joan Hartigan Emily Niemeyer          | 7:5, 6:2 |
| 6.  | 1947 | Australische Meisterschaften | Thelma Coyne Long | Mary Bevis Hawton Joyce Fitch         | 6:3, 6:3 |
| 7.  | 1948 | Australische Meisterschaften | Thelma Coyne Long | Mary Bevis Hawton Pat Jones           | 6:3, 6:3 |
| 8.  | 1949 | Australische Meisterschaften | Thelma Coyne Long | Doris Hart Marie Toomey               | 6:0, 6:1 |
| 9.  | 1951 | Australische Meisterschaften | Thelma Coyne Long | Joyce Fitch Mary Bevis Hawton         | 6:2, 6:1 |
| 10. | 1952 | Australische Meisterschaften | Thelma Coyne Long | Alison Burton Baker Mary Bevis Hawton | 6:1, 6:1 |